# Guarea talamancana
Guarea talamancana är en tvåhjärtbladig växtart som beskrevs av J. Gómez-laurito & M. Valerio. Guarea talamancana ingår i släktet Guarea och familjen Meliaceae. Inga underarter finns listade i Catalogue of Life.